# Носова раковина
Носові раковини (лат. conchae nasales, однина concha nasalis) — довгі вузькі кісткові пластинки, що виступають у носову порожнину людини і деяких тварин. Латинська назва concha походить від дав.-гр. κόγχη («черепашка», «мушля»): за схожість з видовженими черепашками молюсків. Раковиною називають будь-яку завиту губчасту кістку в носовій порожнині хребетних.

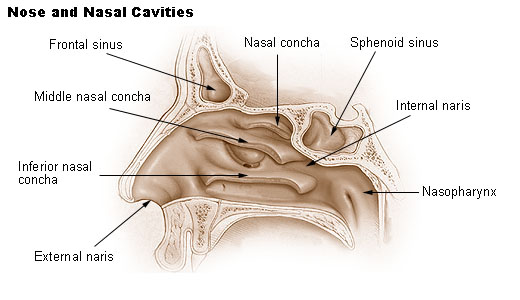
Сагітальний розріз носової порожнини

У людини раковини розділяють носову порожнину на 3 жолобчасті носові ходи, і призначені для спрямування вдиханого повітря на якомога ширшу площину поверхні слизової носа. За рахунок слизу і тепла від мілкорозташованих судин повітря очищається і зігрівається перед надходженням у нижні дихальні шляхи. Верхні і середні раковини являють собою відростки решітчастої кістки, нижні — є окремими кістками лицевого черепа.

## Будова
Раковини розташовані латерально в носовій порожнині, закручуючись у медіальному напрямку і донизу. Ззовні кістки покриті шаром еректильної залозистої і васкулярної тканини, псевдостратифікованим стовпчатим дихальним епітелієм з війками.

### Верхня носова раковина
Верхня носова раковина (concha nasalis superior) є невеликим гребенеподібним відростком решітчастої кістки, функція якого — захищати нюхові цибулини. Під верхнім ходом розташовані отвори задніх пазух решітчастого лабіринту.

### Середня носова раковина
Середня носова раковина (concha nasalis media) теж являє собою відросток решітчастої кістки, а її довжина в людей приблизно дорівнює довжині мізинця. Середні раковини виступають донизу над отворами гайморових пазух, передніх та середніх пазух решітчастого лабіринту. Їх функція — захищати пазухи від тиску повітряного потоку.

### Нижня носова раковина
Нижня носова раковина (concha nasalis inferior) є найбільшою з раковин, її довжина може сягати довжини вказівного пальця. Функція нижніх раковин — спрямування основного обсягу повітря на слизову оболонку для його зволоження, зігрівання і очищення.
Залежно від розміру відносно носового проходу виділяють 4 ступені розвитку нижніх носових раковин:
- 1-й ступінь — 0-25 % обсягу проходу;
- 2-й ступінь — 26-50 % обсягу проходу;
- 3-й ступінь — 51-75 % обсягу проходу;
- 4-й ступінь — 76-100 % обсягу проходу[3].

Окрім того, іноді трапляється ще одна пара носових раковин — найвищі носові раковини. Найвища носова раковина (concha nasalis suprema) є найменшою, має форму маленького гребеня і розташовується над верхньою раковиною.